# If It Makes You Happy
«If It Makes You Happy» es una canción de la cantautora estadounidense Sheryl Crow, lanzada como sencillo principal de su álbum homónimo el 3 de septiembre de 1996. La canción alcanzó el puesto número 10 en los Estados Unidos Billboard Hot 100 y ganó el premio de la Mejor interpretación vocal femenina de rock en los Premios Grammy 1997. La canción se relaciona con su sencillo de 1998, «My Favorite Mistake», como su tercer sencillo con las listas más altas en el Reino Unido, alcanzando el número nueve en el UK Singles Chart. También alcanzó el puesto número uno en Canadá y fue su último éxito entre los diez primeros en solitario en los Estados Unidos, llegando al número 10 en el Billboard Hot 100. En 2003, Q Magazine clasificó a «If It Makes You Happy» en el número 663 de su lista de las "1001 mejores canciones de la historia".

## Recepción de la crítica
El periódico escocés Aberdeen Press and Journal declaró que Crow «sigue estando cerca de la cima de la liga principal de cantantes solistas femeninas un poco fuera de lo común con lo que parece un éxito casi seguro en el Top 10». El periódico sueco Aftonbladet describió la canción como «mezcla de rock tradicional». Stephen Thomas Erlewine de AllMusic lo llamó «cansado» y «sexualmente agotado». Larry Flick de Billboard declaró que es un «rockero directo que tiene mucho más mordisco que cualquier otra cosa en su Grammy - pródiga debut». Añadió que «las giras aparentemente interminables le han dado a su voz un tono agudo, que beneficia la letra irónica de la canción y se mantiene firme contra las crujientes guitarras de la canción». También destacó la «naturaleza vanguardista» y el «hook sutil pero inconfundible» de la pista.
Sean McCarthy de The Daily Vault declaró que «se establece un riff de guitarra sucio, que complementa la arrogancia valiente de Crow». Otro periódico sueco, Göteborgs-Tidningen lo llamó «oscuramente de mal humor», y lo eligió como uno de los dos favoritos del álbum. Rachel Cohen de The Heights dijo que «el conocido Crew más expresivo del primer álbum es evidente» en la canción, y la señaló como «una de las más animadas» del álbum Sheryl Crow. Music Week lo calificó con cinco de cinco, eligiéndolo como Single of the Week. El crítico señaló que «captura la sensación de rawk'n'roll lasciva de los sets en vivo de Crow. Aunque algunos pueden extrañar la fragilidad de su debut, esto es lo suficientemente bueno como para cambiar la carga y ya está ganando la transmisión». People describió la canción como «country teñido».

## Rendimiento en las listas
La canción entró en los Estados Unidos Billboard Hot 100 en el número 44 en la semana del 21 de septiembre de 1996. Entró en el top 20 el 19 de octubre de 1996, y fluctuó dentro del top 20 durante aproximadamente tres meses antes de alcanzar su punto máximo en el número 10 el 25 de enero de 1997. La canción pasó un total de 27 semanas en el Hot 100. En Canadá, el 2 de septiembre de 1996, «If It Makes You Happy» debutó en el puesto 78 en la lista de Top Singles RPM. Diez números más tarde, el 11 de noviembre, encabezó la lista durante una sola semana. También alcanzó el número uno en los listados de Adult Contemporary y Alternative 30 de RPM.
En Europa, el sencillo debutó y alcanzó el puesto número nueve en la UK Singles Chart, convirtiéndose en el segundo sencillo entre los diez primeros de Crow en el Reino Unido. La Industria Fonográfica Británica certificó la canción de plata en enero de 2021 por ventas y cifras de transmisión de más de 200.000. Alcanzó el top 40 en Francia, Islandia y Suecia, alcanzando los números 29, 17 y 20, respectivamente, y también se ubicó en Flandes, Alemania y Suiza. En el Eurochart Hot 100, «If It Makes You Happy» se ubicó en el número 56. También alcanzó el top 20 en Australia, llegando al número 20 el 17 de noviembre de 1996, y en Nueva Zelanda, donde alcanzó el puesto número 12 una semana después.

## Video musical
Se hicieron dos videos musicales para la canción; ambos fueron dirigidos por Keir McFarlane.[cita requerida] El primero fue filmado íntegramente en blanco y negro. Comienza con Crow en un apartamento, vistiendo un impermeable negro. Luego camina por una calle de la ciudad, viaja en metro, se muestra en un paseo marítimo, compra café en un centro comercial y luego regresa al apartamento. El segundo video fue filmado en color y presenta a Crow en la sección de Especies en Peligro de Extinción del Museo de Historia Natural del Condado de Los Ángeles. Está vestida con un abrigo de piel con estampado de leopardo y botas de cuero de Yves Saint Laurent.

## Impacto y legado
Q Magazine colocó a «If It Makes You Happy» en el número 663 de su lista de las «1001 mejores canciones de la historia» en 2003.
Slant Magazine lo incluyó en el puesto 92 en su ranking de «Los 100 mejores sencillos de la década de 1990» en 2011, escribiendo, «Después de las acusaciones de que ella era simplemente una bonita portavoz de su Tuesday Night Music Club, Sheryl Crow tuvo mucho que demostrar con su segundo trabajo. Originalmente concebida como una canción country por el coguionista Jeff Trott, el sencillo principal autoproducido, «If It Makes You Happy», fue una desviación marcada del Root-pop empapado de ginebra de Tuesday Night Music Club, que comienza con su pesado riff de guitarra eléctrica y el ritmo lento de la batería, pero no termina ahí. Las letras de Crow son un reflejo del éxito masivo de su debut, con su paso por el festival de Woodstock '94 fangoso y plagado de mosquitos que sirve como una narrativa metafórica de las acusaciones punzantes y la acritud que siguió».

## Listado de temas
CD y casete de EE. UU.
1. "If It Makes You Happy" (edit)
2. "Keep On Growing"

Maxi-CD de EE. UU.
1. "If It Makes You Happy" (LP version) – 5:23
2. "Keep On Growing" – 5:24
3. "I'm Going to Be a Wheel Someday" – 3:38
4. "No One Said It Would Be Easy" (Live in Nashville) – 5:37

Sencillo estadounidense de 7 pulgadas
1. "If It Makes You Happy" (edit) – 4:30
2. "I'm Going to Be a Wheel Someday" – 3:38

UK CD1 y sencillo en casete
1. "If It Makes You Happy" (edit)
2. "All I Wanna Do"
3. "Run Baby Run"
4. "Leaving Las Vegas"

UK CD2
1. "If It Makes You Happy" – 4:30
2. "On the Outside" – 4:42
3. "Keep On Growing" – 5:24
4. "The Book" – 4:34

- El sencillo en CD australiano cambia las pistas dos y tres.[26]

## Listas semanales
| Listas (1996–1997)                          | Posición |
| ------------------------------------------- | -------- |
| Australia (ARIA)                            | 20       |
| Bélgica (Flandes) (Ultratip Bubbling Under) | 5        |
| Europe (Eurochart Hot 100)                  | 56       |
| Francia (SNEP)                              | 29       |
| Alemania (Offizielle Deutsche Charts)       | 80       |
| Iceland (Íslenski Listinn Topp 40)          | 17       |
| Netherlands (Dutch Top 40 Tipparade)        | 19       |
| Netherlands (Single Top 100 Tipparade)      | 6        |
| Nueva Zelanda (Recorded Music NZ)           | 12       |
| Escocia (Scottish Singles Sales Chart)      | 6        |
| Suecia (Sverigetopplistan)                  | 20       |
| Suiza (Schweizer Hitparade)                 | 39       |
| Reino Unido (Official Charts Company)       | 9        |
| Estados Unidos (Billboard Hot 100)          | 10       |
| Estados Unidos (Adult Top 40)               | 5        |
| Estados Unidos (Alternative Airplay)        | 6        |
| Estados Unidos (Mainstream Rock)            | 37       |
| Estados Unidos (Mainstream Top 40)          | 4        |

### Listas de fin de año
| Lista (1996)                    | Posición |
| ------------------------------- | -------- |
| Canada Adult Contemporary (RPM) | 73       |
| Canada Rock/Alternative (RPM)   | 14       |
| US Billboard Hot 100            | 75       |

## Lanzamiento
| Región         | Día                     | Formato(s)             | Discográfica | Ref(s). |
| -------------- | ----------------------- | ---------------------- | ------------ | ------- |
| Estados Unidos | 27 de agosto de 1996    | Contemporary hit radio | A&M          | [ 45 ]  |
| Reino Unido    | 9 de septiembre de 1996 | CD                     | A&M          | [ 46 ]  |